# Home (Sheryl Crow)
Home is een nummer van de Amerikaanse zangeres Sheryl Crow uit 1997. Het is de vijfde en laatste single van haar titelloze vijfde studioalbum.
"Home" is een ballad die gaat over de frustraties van een mislukte relatie. Het nummer werd enkel in Europa op single uitgebracht en bereikte de 25e positie in het Verenigd Koninkrijk. In het Nederlandse taalgebied bereikte het nummer geen hitlijsten.